# Carlos Alves
Carlos Alves Júnior (Lisbona, 10 ottobre 1903 – Lisbona, 12 novembre 1970) è stato un calciatore portoghese, di ruolo difensore.

## Carriera
Ha rappresentato la Nazionale portoghese alle Olimpiadi del 1928.

## Palmarès

### Club

#### Competizioni nazionali
- Coppa del Portogallo: 1

Carcavelinhos: 1928
- Campionato portoghese: 1

Porto: 1934-1935